# Palmistichus elaeisis
Palmistichus elaeisis is een vliesvleugelig insect uit de familie Eulophidae. De wetenschappelijke naam is voor het eerst geldig gepubliceerd in 1993 door Delvare & LaSalle.